# Fujiwara no Saneyori
Fujiwara no Saneyori (藤原師輔, [[[900]] - 970] Erro: {{japonês}}: texto da transliteração contém caractere não latino (pos 17) (ajuda)), também conhecido como Ōno-no-miya-dono, foi um estadista, membro da corte e político durante o período Heian da história do Japão.

## Vida
Membro do Clã Fujiwara era o filho mais velho de Fujiwara no Tadahira. Tinha dois irmãos: Morosuke e Morotada e é considerado fundador do Ramo Ononomiya. 

## Carreira
Foi Sekkan (Regente) durante os reinados do Imperador Reizei e do Imperador En'yu.
Em 939 quando Taira no Masakado iniciou sua rebelião, Fujiwara no Tadabumi foi indicado como   Shōgun (征東大将軍, grande general encarregado de subjugar o leste), mas a rebelião foi sufocada antes que ele pudesse se juntar a batalha. A Corte debateu sobre Tadabumi, Saneyori argumentou que que como Tadabumi não fizera nada, não deveria receber qualquer prêmio. Já seu irmão mais novo Morosuke acreditava que como Tadabumi acatou as ordens e partiu da capital, deveria ser recompensado. Saneyori acabou preso à sua própria posição, mas a opinião pública favorecera Morosuke. 
Em 944  (7º ano de Tengyō, 4º mês): Saneyori foi nomeado Udaijin.
Em 947 (1º ano de Tenryaku, 4º mês): Saneyori foi promovido ao cargo de Sadaijin  e de grandioso general da esquerda.
Em 949 (3º ano de Tenryaku, 1º mês): Saneyori e seu irmão Morosuke compartilharam o cargo de Daijō Daijin durante um período em que seu pai Tadahira teve problemas de saúde.
Em 963 (3º ano de OWA, 2º mês): Saneyori presidiu a cerimônias de maioridade de Norihira-shinnō (憲平親王), que mais tarde se tornaria o Imperador Reizei.
Em 968 (5º ano de Koho , 6º mês): Saneyori passou a ser o Kanpaku do Imperador Reizei quando este assumiu o trono.
Em 970 (1º ano de Tenroku, 5º mês): Saneyori morre aos 70 anos de idade.
Após sua morte, seu sobrinho Koretada assumiu suas funções quando foi nomeado Sesshō. 

| Precedido por Ningém                | -- 1º Líder dos Ononomiya Fujiwara 940 - 970 | Sucedido por Fujiwara no Yoritada  |
| Precedido por Fujiwara no Nakahira  | 25º - Sadaijin 947 - 967                     | Sucedido por Minamoto no Takaakira |
| Precedido por Fujiwara no Tsunesuke | 43º - Udaijin 944 - 947                      | Sucedido por Fujiwara no Morosuke  |
| Precedido por Fujiwara no Sukemoto  | 45º Mutsu Dewa Azechi (938-944)              | Sucedido por Fujiwara no Morosuke  |